# آکیاچاک (آلاسکا)
آکیاچاک (به انگلیسی: Akiachak) شهری در ناحیه سرشماری بتل ایالت آلاسکا است که جمعیت آن در سرشماری سال ۲۰۰۰ میلادی ۵۸۵ نفر بوده‌است.